# Utah Lake
Der Utah Lake (deutsch Utahsee) ist der größte Süßwassersee des US-Bundesstaats Utah.
Er liegt südlich von Salt Lake City im nordöstlichen Teil des Großen Beckens und hat eine Wasserfläche von 392 km². Über den Jordan River fließt er in den Großen Salzsee ab.
Der am Fuße der Wasatchkette gelegene See ist rund 39 km lang, bis zu 18 km breit und mit einer maximalen Tiefe von etwas mehr als vier Metern nicht sehr tief. Wasser wird ihm von den Bergen über viele kleine Bäche zugeführt, während er im Norden in den Großen Salzsee abläuft. Saisonal bilden sich auf dem See große Algenblüten, welche sich in der Vergangenheit am östlichen Ufer des Sees mit industriellen Zuflüssen eines inzwischen nicht mehr existierenden Stahlwerks vermischten.
Der Uferstreifen zwischen dem See und der Bergkette ist als Provo–Orem-Metropolregion dicht besiedelt und ein Bevölkerungszentrum im ansonsten durch den Wüstencharakter geprägten Utah.
Insbesondere die sumpfigen Gebiete am Südzipfel des Sees sowie die Gegend an der Mündung des Provo River dienen im Frühjahr und den späten Herbstmonaten vielen Zugvögeln, wie Pelikanen, Gänsen und Reihern, als Rastplatz. Nur im See lebte die endemische Utah-Groppe (Cottus echinatus), welche 1930 ausstarb.
Seit 1970 ist der Utah Lake unter dem Namen Utah Lake State Park als State Park ausgewiesen. Er ist ein beliebtes Ausflugsziel für Wassersportler und Angler. In den Wintermonaten friert der See zeitweilig zu und erlaubt Wintersportaktivitäten wie Schlittschuhlaufen.